# À cause de l'automne
"À cause de l'automne" är den elfte singeln från den franska sångerskan Alizée och den första från hennes album 5. Den hade premiär den 28 juni 2012 då den streamades live klockan 17:00 på Alizées officiella webbplats.

## Bakgrund
Låten var från början på engelska med titeln "Never Again" och skriven av Pete Russell, en brittisk låtskrivare i Liverpool. Låten publicerades av DWB Music och då den hade accepterats för Alizée av hennes skivbolag Sony Music så skrev de om texten till på franska och med en ny titel. De behöll dock originalmusiken.

## Utgivning
Utgivningen av singeln delades in i fyra faser. Det första var den 18 juni då det släpptes en video på den gemensamma officiella Youtube-kanalen för Jive och Epic med Alizée i studion som meddelade om att hon arbetade på sitt nya album och att man för uppdateringar kunde prenumerera på ett nyhetsbrev från hennes officiella hemsida. Det andra var den 25 juni då en video släpptes på Dailymotion där Alizée meddelade att hon skulle hålla en livechatt den 27 juni. Frågor till henne kunde skickas genom E-post, Facebook eller Twitter. Det tredje var under chatten den 27 juni då Alizée avslöjade att redan nästa dag, den 28 juni, skulle hennes nya singel ha premiär. Det fjärde var den 28 juni då själva singeln släpptes, exklusivt för de som hade prenumererat på nyhetsbrevet från hennes officiella hemsida.
Den 29 juni publicerade Alizée omslagsbilden till singeln via Instagram på både sin Twitter och Facebook.